# 老乔治·赫伯特·沃克
老乔治·赫伯特·沃克（1875年6月11日—1953年6月24日）是一位美国银行家和商人，是普雷斯科特·布希的岳父，第41任美国总统乔治·赫伯特·沃克·布什的外祖父，第43任美国总统乔治·沃克·布什的曾外祖父。在华盛顿大学法学院就读期间，沃克还获得过密苏里州的业余级拳击冠军。